# Chris Van Hollen
Christopher "Chris" Van Hollen, Jr., född 10 januari 1959 i Karachi, Pakistan, är en amerikansk demokratisk politiker, advokat och senator sedan 2017. Han representerade delstaten Marylands åttonde distrikt i USA:s representanthus 2003–2017.
Van Hollen avlade 1982 grundexamen vid Swarthmore College. Han avlade sedan 1985 masterexamen vid Harvard University och 1990 juristexamen vid Georgetown University. Han arbetade sedan som advokat.
Van Hollen besegrade sittande kongressledamoten Connie Morella i kongressvalet 2002 med 52% av rösterna mot 48% för Morella. Han omvaldes sex gånger.
Van Hollen och hustrun Katherine har tre barn.